# Заболотье (бывший Заболотинский сельский округ, Бельский район)
Заболо́тье — деревня в Бельском районе Тверской области. Входит в состав Пригородного сельского поселения. До 2006 года была центром Заболотинского сельского округа.
Находится в 16 километрах к северо-востоку от районного центра города Белый. Сейчас в составе Пригородного поселения 2 деревни Заболотье, другая расположена в 15 км западнее города Белый и до 2006 года относилась к Филюкинскому сельскому округу.
Население по переписи 2002 года — 25 человек, 14 мужчин, 11 женщин. В Заболотинском сельском округе (7 деревень) по этой переписи проживало 32 человека, 18 мужчин, 14 женщин; на 2008 год, кроме 7 жителей деревни Заболотье, других постоянных жителей нет.

## История
По данным 1859 года владельческая деревня Заболотье Бельского уезда, 4 двора, 29 жителей. В середине XIX-начале XX века деревня относилась к Егорьевской волости Бельского уезда Смоленской губернии. В 1900 году в деревне — 9 дворов, 65 жителей, земская школа, мелочная лавка.
В 1940 деревня Заболотье в Никольщинском сельсовете Бельского района Смоленской области.
В годы Великой Отечественной войны в районе деревни велись боевые действия в 1941, 1942 и 1943 годах. Заболотье дважды была захвачена немцами (в октябре 1941 и летом 1942) и дважды (в январе 1942 и марте 1943) освобождалась Красной Армией. В заболотских лесах действовал партизанский отряд под командованием П. А. Кунагина (комиссар А. И. Деменюк, начштаба И. Б. Немцов). В деревне братская могила воинов Красной Армии.
В 1997 году — 25 хозяйств, 57 жителей; Никольщинское отделение совхоза «Бельский», администрация сельского округа, дом досуга, медпункт, магазин;

## Население
| 2008 | 2010 |
| ---- | ---- |
| 7    | ↘0   |

## Воинское захоронение
Количество захороненных: 1039, известных 1039, неизвестных 0. Первые захоронения произведены в марте 1942 года. В мае-июне 1955 года проведено массовое перезахоронения советских воинов из одиночных и братских могил, расположенных на территории Заболотинского сельского Совета. Памятник установлен в мае 1955 года..
По более новым данным в братской могиле деревни Заболотье захоронено 1276 бойцов. Среди них Герой Советского Союза Дмитрий Игнатьевич Кузнецов.